# Paula Stone
Paula Stone (Nueva York, 20 de enero de 1912 – Sherman Oaks, 23 de diciembre de 1997) fue una actriz teatral y cinematográfica estadounidense.

## Biografía

### Inicios
Nacida en la ciudad de Nueva York, Estados Unidos, su padre era el actor Fred Stone. Su madre, Allene Crater, actuaba junto con su padre y era cantante. La familia tenía un rancho cerca de Lyme, Connecticut, y una casa en Forest Hills, Nueva York.

### Teatro
Stone debutó como actriz teatral en mayo de 1925 en el Illinois Theater de Chicago, en la pieza Stepping Stones. Tenía tres años de edad. Su hermana, Dorothy Stone, debutó a los 16. Otra hermana, Carol Stone, fue también actriz.
Ella actuó con su padre y con Dorothy en Ripples, un show estrenado en New Haven, Connecticut, en enero de 1930. El espectáculo llegó por vez primera a Nueva York en febrero, en el Teatro New Amsterdam. Dorothy, Paula y su padre volvieron a actuar en Smiling Faces, obra producida por los propietarios del Shubert Theatre en 1932. Mack Gordon y Harry Revel escribieron la música y las letras.
Stone viajó en gira con You Can't Take It With You, Idiots Delight, y otras obras. En noviembre de 1940 fue escogida para actuar con Marcy Wescott en un show musical de Dennis King.

### Cine
La actriz fue contratada por RKO Radio para hacer un papel cantado y bailado en Hop-Along Cassidy (1935), un musical protagonizado por William Boyd. Su segundo film, acompañando a Dick Foran, fue Treachery Rides The Range (1936), producido por Warner Bros.
Fue Mabel en The Girl Said No (1937), película dirigida por Andrew L. Stone y nominada al Premio Oscar. Su última cinta fue Laugh It Off (1939), un musical de Universal Pictures.

### Radio
Stone tomó lecciones de canto. Fue contratada por la WBBR de Nueva York para dar noticias y hablar del teatro de Broadway. Escribía los guiones del programa y consiguió un show propio en Mutual Radio System, Leave It to the Girls, un programa en el cual un panel de mujeres trataba sobre temas remitidos por los oyentes. Stone era la presentadora, y el show se mantuvo se emitió cuatro años, hasta 1949. En 1950 presentó Hollywood USA, un programa con noticias del mundo del espectáculo y entrevistas a celebridades, que en 1952 se llamaba The Paula Stone Program. 

### Televisión
En 1954 Stone trabajó para Broadway Angels, Inc., en Nueva York. Fue presentadora de Angel Auditions, un show televisivo que hablaba sobre espectáculos de Broadway.

### Vida personal
Paula Stone anunció que tenía la intención de casarse con Walter Mason en 1937, lo cual finalmente no hizo. Sí se casó con el director de orquesta Duke Daly (conocido como Duke Dingley) el 16 de julio de 1939 en Los Ángeles. Daly se alistó en la Real Fuerza Aérea Canadiense en enero de 1942, volando en varias misiones sobre Alemania, y falleciendo en combate en el vuelo de regreso tras haber bombardeado Duisburgo el 13 de mayo de 1943. Paula Stone se casó en 1946 con Michael Sloane, con el que tuvo dos hijos.
La actriz falleció en Sherman Oaks, California, en el año 1997.

## Filmografía
- Hop-Along Cassidy (1935)
- Treachery Rides the Range (1936)
- Two Against the World (1936)
- The Case of the Velvet Claws (1936)
- Trailin' West (1936)
- Red Lights Ahead (1936)
- Swing It Professor (1937)
- Atlantic Flight (1937)
- The Girl Said No (1937)
- Convicts at Large (1938)
- Idiot's Delight (1939)
- Laugh It Off (1939)